# Barbara Harris
Barbara Harris (Evanston, 25 juli 1935 - Scottsdale, 21 augustus 2018) was een Amerikaans actrice. Zij werd in 1972 genomineerd voor een Academy Award voor haar bijrol als Allison Densmore in de tragikomedie Who Is Harry Kellerman and Why Is He Saying Those Terrible Things About Me?. Voor haar spel in de films A Thousand Clowns (1965), Nashville (1975), Freaky Friday en Family Plot (beide uit 1976) werd Harris telkens genomineerd voor een Golden Globe. Buiten het zicht van de camera kreeg ze in 1967 daadwerkelijk een Tony Award toegekend voor haar rol in de musical The Apple Tree.
Na vier jaar aan eenmalige gastrollen in verschillende televisieseries maakte Harris in 1965 haar debuut op het witte doek als Dr. Sandra Markowitz in A Thousand Clowns. Sindsdien speelde ze in meer dan vijftien andere films, meer dan twintig inclusief televisiefilms. Harris stond in meerdere daarvan onder regie van Melville Shavelson. In 1976 had ze een hoofdrol in de misdaadfilm Family Plot van Alfred Hitchcock, in wiens CBS-televisieserie Alfred Hitchcock Presents ze vijftien jaar eerder haar acteerdebuut gemaakt had.
Harris overleed aan longkanker op 83-jarige leeftijd.

## Filmografie
*Exclusief drie televisiefilms
| - Grosse Pointe Blank (1997) - Dirty Rotten Scoundrels (1988) - Nice Girls Don't Explode (1987) - Peggy Sue Got Married (1986) - Second-Hand Hearts (1981) - The Seduction of Joe Tynan (1979) - The North Avenue Irregulars (1979) - Movie Movie (1978) - A Doonesbury Special (1977, stem) - Freaky Friday (1976) - Family Plot (1976) | - Nashville (1975) - The Manchu Eagle Murder Caper Mystery (1975) - Mixed Company (1974) - The War Between Men and Women (1972) - Who Is Harry Kellerman and Why Is He Saying Those Terrible Things About Me? (1971) - Plaza Suite (1971) - Oh Dad, Poor Dad, Mama's Hung You in the Closet and I'm Feeling So Sad (1967) - A Thousand Clowns (1965) |

- Bibsys: 90155668
- Biblioteca Nacional de España: XX1470290
- Bibliothèque nationale de France: cb14029675v (data)
- Catàleg d'autoritats de noms i títols de Catalunya: 981058510310806706
- Gemeinsame Normdatei: 1068299541
- International Standard Name Identifier: 0000 0001 1662 3825
- Library of Congress Control Number: no91023112
- MusicBrainz: aa81a652-f6c4-44de-97fe-d7b2c28db75e
- Nationale Bibliotheek van Tsjechië: xx0152113
- Nationale Bibliotheek van Israël: 987007456232005171
- Nederlandse Thesaurus van Auteursnamen: 070214182
- SNAC: w6cc3qrq
- Système universitaire de documentation: 060309830
- Virtual International Authority File: 66665179
- WorldCat: E39PBJqqxycMwtvj9vtB7WFxjC